# 19462 Улісседіні
19462 Улісседіні (19462 Ulissedini) — астероїд головного поясу, відкритий 27 квітня 1998 року.
Тіссеранів параметр щодо Юпітера — 3,276.
Названо на честь італійського математика Уліссе Діні (італ. Ulisse Dini, 1845-1918).